# One of Us Must Know (Sooner or Later)
Singles de Bob Dylan
Can You Please Crawl Out Your Window?
(1965) Rainy Day Women #12 & 35
(1966)
One of Us Must Know (Sooner or Later) est une chanson de Bob Dylan parue en 1966 sur l'album Blonde on Blonde et sortie en février de la même année en tant que premier single de l'album avec le titre Queen Jane Approximately de l'album précédent en face B.